# 希科里格羅夫 (密西西比州)
希科里格羅夫（英語：Hickory Grove）是位於美國密西西比州奧克蒂比哈縣的非建制地區。

## 歷史
希科里格羅夫的郵局於1840年設立，其後於1906年停運。當地於1900年時有人口100人。

## 地理
希科里格羅夫所處的海拔為高於海平面83米（即272英呎），而該地所採用的時區為UTC-6，即北美中部時區（CST）。同時該地設有夏令時間，為UTC-6調快一小時，即UTC-5（CDT）。